# Darren Smith
Pas d'image ? Cliquez ici

a Compétitions nationales et continentales officielles uniquement.

b Matchs officiels uniquement.
Darren Smith, né le 8 décembre 1968 à Brisbane, est un joueur australien de rugby à XIII évoluant au poste de centre ou deuxième ligne dans les années 1990 et 2000. Au cours de sa carrière, il a été international australien et a été sélectionné aux Queensland Maroons pour le State of Origin dans les années 1990 et 2000. En club, il a connu trois clubs : les Canterbury Bulldogs, les Brisbane Broncos et une expérience en Angleterre à St Helens RFC. 